# Амаларий
Амала́рий (Амала́р) [Симфо́зий] из Ме́ца (лат. Amalarius Symphosius, Amalarius Fortunatus; между 775 и 780, близ Меца — около 850, Мец) — католический литургист, богослов и поэт. Один из деятелей Каролингского Возрождения. Архиепископ Трира (809—813) и архиепископ Лиона (835—838).

## Биография
Учился у Алкуина. В 809—813 годах — архиепископ Трирский. В 813—814 годах в качестве посла Карла Великого ездил в Константинополь, на обратном пути посетил Рим. Воспоминания об этом путешествии нашли отражение в написанных гекзаметрами «Морских стихах» (Versus marini). В 830—831 годах вторично посетил Рим, где изучал римскую литургию, после чего, вероятно, возглавил императорскую Палатинскую академию в Ахене. В 835—838 годах Амаларий — архиепископ Лионский. Был смещён с этой должности на соборе в Кьерси по инициативе архидиакона Флора Лионского, который в своём доносе «Оpusculum de actione missae» объявил аллегорическое толкование мессы Амаларием небогоугодным и противоречащим традиции; в вину ему также ставилось использование песнопений на гимнографические тексты. После смещения с лионской кафедры Амаларий посвятил себя просвещению клира и научной деятельности.

## Творчество

### Богословие
Наиболее известны книги «О церковных службах» (De ecclesiasticis officiis, ок.823) и «Об устройстве антифонария» (De ordine antiphonarii, ок.840), где Амаларий ссылается на составленный им новаторский антифонарий (не сохранился). Обе книги высоко ценились на всём протяжении Средних веков как справочник по католической литургике. Для Амалария исключительную важность имели вопросы отбора песнопений для конкретных богослужений и порядок их следования, при этом он сравнивал римский антифонарий (который ему удалось заполучить в Корби) с практикой пения, принятой в тогдашнем Меце и окрестных монастырях. В объяснениях Амаларием мессы и оффиция доминирует аллегорической метод, стремление с помощью изысканной (и даже надуманной) аллегории придать обрядам и молитвам более глубокий смысл. Среди других трудов Амалария — «О святом крещении» (De sacro baptismate), «Послание о времени освящения и поста» (Epistola de tempore consecrationis et ieiunii), «Эклоги о чине мессы» (Eclogae de officio missae), «Устав каноников» (De institutione canonicorum, известен также как «Ахенский устав».)

### Гимнография
Велики заслуги Амалария в области «музыкального оформления» католического богослужения. Он впервые чётко поставил вопрос о двух формах исполнения григорианского хорала — антифонном и респонсорном, систематически описал важнейшие музыкально-литургические жанры суточных служб — антифон и респонсорий. Утрата составленного Амаларием реформаторского антифонария тем более досадна, что последующие поколения описывали его — по существу, превратно — как охранителя традиций наподобие Боэция. Предполагается, что в антифонарии Амалария были обильно представлены переходящие из одного мелизматического песнопения в другое фразы-«невмы». Высказывания Амалария позволяют сделать и другие важные предположения о тенденциях тогдашнего богослужения, отличавшегося большим локальным разнообразием и использованием «неканонических» жанров, в том числе (позже почти полностью упразднённых) секвенций.

## Сочинения
- Migne J.-P. Patrologia Latina, tt. 99, 105.
- Monumenta Germaniae Historica. Antiquitates. Poetae latini medii aevi. Vol.I. Berlin, 1881, pp.426-428. (Versus marini).
- Amalarii episcopi opera liturgica omnia, ed. J.M.Hanssens // Studi e testi, tt.138-140. Città del Vaticano: Biblioteca Apostolica Vaticana, 1948—1950.